# Centaurium cachanlahuen
Centaurium cachanlahuen là một loài thực vật có hoa trong họ Long đởm. Loài này được (Molina) B.L.Rob. mô tả khoa học đầu tiên năm 1910.